# Brattfors-Fölatjärnen
Brattfors-Fölatjärnen är en sjö i Nordmalings kommun i Ångermanland och ingår i Öreälven-Leduåns kustområde. Brattfors-Fölatjärnen ligger i Torsmyran Natura 2000-område.